# 杉山蕃
杉山 蕃（すぎやま しげる、1938年（昭和13年）1月16日 - ）は、航空自衛官。第22代航空幕僚長、第21代統合幕僚会議議長。保守系日刊紙『世界日報 (日本)』のコラム「ビューポイント」の常連寄稿者の一人である。
兵庫県出身。現在は千葉県在住。戦闘機パイロット出身でTACネームは“BAN”。

## 略歴
- 1950年（昭和25年）3月：芦屋市立山手小学校卒業
- 1953年（昭和28年）3月：灘中学校卒業
- 1956年（昭和31年）3月：灘高等学校卒業
- 1960年（昭和35年）3月：防衛大学校卒業（第4期）、航空自衛隊に入隊
- 1972年（昭和47年）10月：3等空佐
- 1975年（昭和50年）7月：2等空佐
- 1979年（昭和54年）7月：1等空佐
- 1980年（昭和55年）11月17日：航空幕僚監部防衛部運用課運用第1班長
- 1982年（昭和57年）8月2日：第7航空団飛行群司令
- 1984年（昭和59年）3月16日：航空幕僚監部防衛部運用課長
- 1985年（昭和60年）7月1日：空将補に昇任、第6航空団司令兼小松基地司令
- 1987年（昭和62年）7月7日：航空総隊司令部防衛部長
- 1989年（平成元年）6月30日：航空総隊司令部幕僚長
- 1990年（平成02年）3月16日：空将に昇任、北部航空方面隊司令官
- 1992年（平成04年）3月16日：航空幕僚副長
- 1993年（平成05年）7月1日：第28代航空総隊司令官
- 1994年（平成06年）7月1日：第22代航空幕僚長に就任
- 1996年（平成08年）3月25日：第21代統合幕僚会議議長に就任
- 1997年（平成09年）10月1日：退官
- 2009年（平成21年）4月29日：春の叙勲において瑞宝重光章受章[1]

## 栄典
- レジオン・オブ・メリット・コマンダー - 1995年（平成7年）1月25日
- 瑞宝重光章 - 2009年（平成21年）4月29日